# Ministerio de Salud de Portugal
El Ministerio de Salud (en portugués: Ministério da Saúde, sigla MS) es el departamento del Gobierno de Portugal responsable de definir y conducir la política nacional de salud, garantizar la aplicación y utilización sostenible de los recursos y la evaluación de sus resultados. La actual ministra de Salud es Ana Paula Martins.

## Historia
El Ministerio de Salud de Portugal se creó en 1958. Entre esta fecha y 1973 llevó por nombre Ministerio de Salud y Bienestar. Ese año pasó a llamarse Ministerio de Salud, pero duró solo un año. Tras la Revolución de los Claveles, en 1974 el ministerio adoptó la forma de Secretaría de Estado de Salud, dependiente  del Ministerio de Asuntos Sociales. Esta estructura ministerial terminó en 1983, cuando el presidente Mario Soares decidió llamarlo Ministerio de Salud.

## XXIV Gobierno Constitucional
De acuerdo con la Ley Orgánica del Gobierno Constitucional XXIV, el Ministerio de Salud está integrado por los siguientes miembros del Gobierno:
- Ministra de Salud - Ana Paula Martins
  - Secretaria de Estado de Salud - Ana Povo
  - Secretaria de Estado de Gestión Sanitaria - Cristina Vaz Tomé

## Polémicas
En junio de 2024, la policía hizo una redada en el ministerio (y en el mayor hospital del país) para investigar si los funcionarios habían infringido la ley al dar acceso preferente a un costoso tratamiento médico a unos bebés gemelos cuya familia había pedido ayuda al presidente.

## Ministros y ministras
- 1983–1985: António Maldonado Gonelha
- 1985–1990: Leonor Beleza
- 1990–1993: Arlindo de Carvalho
- 1993–1995: Paulo Mendo
- 1995–1999: Maria de Belém Roseira
- 1999–2001: Manuela Arcanjo
- 2001–2002: António Correia de Campos
- 2002–2005: Luís Filipe Pereira
- 2005–2008: António Correia de Campos
- 2008–2011: Ana Jorge
- 2011–2015: Paulo Macedo
- 2015–2018: Adalberto Campos Fernandes
- 2018–2022: Marta Temido
- 2022–2024: Manuel Pizarro de Sampaio
- 2024–actualidad: Ana Paula Martins